# Страсти Дон Жуана
«Страсти Дон Жуана» (англ. Don Jon, дословно — «Дон Джон») — комедийный художественный фильм режиссёра, сценариста и исполнителя главной роли Джозефа Гордон-Левитта, его режиссёрский дебют.
В остальных ролях снялись Скарлетт Йоханссон, Джулианна Мур, Тони Данца, Гленн Хидли и Бри Ларсон. Премьера состоялась 18 января 2013 года на кинофестивале «Сандэнс».

## Сюжет
Большую часть свободного времени Джон тратит на просмотр порно. У него есть главное в жизни: дом, тело, девушки и порно. И даже реальный секс с девушками не даёт ему бо́льших ощущений. Он ходит в клубы и знакомится с девушками, которых оценивает вместе со своими друзьями по десятибальной шкале. Однажды он знакомится с Барбарой, которая, по его шкале оценок сексуальности, тянет «на десяточку» (из десяти). Он, как обычно, хотел заняться сексом, но Барбара уезжает, не оставив никаких контактов. После этого Джон с другом находит в её в социальных сетях и назначает встречу. У них начинается роман.
Вскоре Джон начинает считать, что влюблён в Барбару, и даже, по её настоянию, знакомит её с друзьями и родителями; он прислушивается к её советам в магазинах, записывается на вечерние курсы. Более того, на какое-то время отказывается от своего увлечения порно, однако со временем принимается за старое. Это и становится причиной крупной ссоры с Барбарой, после которой они расстаются. Разойдясь с Барбарой, Джон понимает (с подсказки сестры), что та была самовлюблённой эгоисткой.
На вечерних курсах Джон знакомится с Эстер — взрослой женщиной, которая недавно стала вдовой, одновременно потеряв сына. Между ними сначала завязываются дружеские отношения, но потом они перетекают в романтические, и в итоге полностью меняют главного героя. Секс с ней наконец заменяет ему порнографию: он «растворяется» в Эстер.

## В ролях
| Актёр                | Роль                                   |
| -------------------- | -------------------------------------- |
| Джозеф Гордон-Левитт | Джон «Дон Жуан» Мартелло-младший       |
| Скарлетт Йоханссон   | Барбара Шугармен                       |
| Джулианна Мур        | Эстер                                  |
| Тони Данца           | Джон Мартелло-старший отец «Дон Жуана» |
| Гленн Хидли          | Анджелла Мартелло мать «Дон Жуана»     |
| Бри Ларсон           | Моника Мартелло сестра «Дон Жуана»     |
| Роб Браун            | Бобби приятель «Дон Жуана»             |
| Джереми Люк          | Дэнни приятель «Дон Жуана»             |
| Италия Риччи         | Джина                                  |
| Линдси Броад         | Лорен                                  |
| Аманда Перес         | Лиза                                   |
| Сара Дюмон           | Секуинс                                |
| Слоун Эйвери         | Патриция                               |
| Лоэнн Бишоп          | мать Барбары                           |
| Энн Хэтэуэй          | Кинозвезда                             |
| Кьюба Гудинг-мл.     | Кинозвезда                             |
| Ченнинг Тейтум       | Кинозвезда                             |

## Съёмки
Съёмки проходили в Хакенсаке (Нью-Джерси) и Лос-Анджелесе.
Ради съёмок этого проекта Джозеф Гордон-Левитт отказался от роли в фильме «Джанго освобождённый».